# جينجر وادزورث
جينجر وادزورث (بالإنجليزية: Ginger Wadsworth)‏ هي كاتبة للأطفال وكاتِبة أمريكية، ولدت في 1945 في سان دييغو في الولايات المتحدة.